# アン・ラブレス (第7代ウェントワース女男爵)
第7代ウェントワース女男爵アン・ラブレス（英語: Anne Lovelace, 7th Baroness Wentworth、旧姓ウェントワース（Wentworth）、1623年7月29日 – 1697年5月7日）は、イングランド貴族。

## 生涯
初代クリーヴランド伯爵トマス・ウェントワースと1人目の妻アン・クロフツ（Anne Crofts、1638年1月16日没、サー・ジョン・クロフツの娘）の娘として、1623年7月29日に生まれた。
1638年7月11日、第2代ラブレス男爵ジョン・ラブレスと結婚、1男3女をもうけた。
- ジョン（英語版）（1640年頃 – 1693年） - 第3代ラブレス男爵。第8代ウェントワース女男爵マーサ・ジョンソンの父
- アン - 生涯未婚
- マーガレット（1671年4月14日没） - 1660年10月30日、第2代準男爵サー・ウィリアム・ノエルと結婚、子供あり。第3代準男爵サー・トマス・ノエルと第4代準男爵サー・ジョン・ノエルの母。第4代準男爵サー・ジョン・ノエルの孫に初代ウェントワース子爵および第9代ウェントワース男爵エドワード・ノエルがいる
- ドロシー - ヘンリー・ドラックス（Henry Drax）と結婚

1686年4月23日に兄トマスの娘ヘンリエッタが死去すると、ウェントワース女男爵の爵位を継承した。しかし、その後も「レディ・ラブレス」（Lady Lovelace、「ラブレス男爵夫人」と同等の意味）の称号が使用されたという。
1697年5月7日に死去、息子ジョンに先立たれたため、ジョンの娘マーサが爵位を継承した。